# Phyllophaga plaei
Phyllophaga plaei är en skalbaggsart som beskrevs av Blanchard 1851. Phyllophaga plaei ingår i släktet Phyllophaga och familjen Melolonthidae. Inga underarter finns listade i Catalogue of Life.